# Anthony Jeffrey
Anthony Lamar Malcolm Jeffrey (Hendon, Anglia, 1994. október 3. –) angol labdarúgó, aki jelenleg az Arsenalban játszik középpályásként.

## Pályafutása

### Arsenal
Jeffrey 2003-ban, nyolcéves korában csatlakozott az Arsenal ifiakadémiájához. A Chelsea és a Liverpool is érdeklődött iránta, de ő kedvenc csapatát választotta. A korosztályos csapatokban jó teljesítményt nyújtott, az U16-osok között például 20 gólt szerzett, mielőtt alapemberré vált volna az U18-as csapatban. A 2011/12-es volt az első idénye az ificsapatban, ekkor 19 mérkőzésen hatszor volt eredményes. "Tudom, hogy csak kemény edzésekkel érhetem el, hogy fejlődjön a játékom és később bekerülhessek az első csapatba. Bízom a képességeimben, de tennem kell a siker érdekében" - nyilatkozta első szezonja során az U18-asok között. A következő szezonban szintén alapember volt az ifik közt, húsz bajnoki mellett három FA Youth Cup-mérkőzésen is játszott, melyeken két gólt szerzett. A NextGen Seriesben is hat alkalommal lehetőséget kapott és 2012 októberében az U21-es csapatban is bemutatkozhatott, a Blackburn Rovers ellen.
2013 márciusában a Stevenage a szezon hátralévő részére kölcsönvette Jeffrey-t. Március 12-én, az AFC Bournemouth elleni hazai bajnokin debütált, a 81. percben csereként beállva. A találkozót 1-0-ra elveszítette a Stevenage. Ott töltött ideje alatt mindössze ezen az egy bajnoki szerepelt a csapatban.

## Játékstílusa
Jeffrey szélsőként és csatárként is bevethető. A jobb lába az erősebb és a leggyakrabban gyors és intelligens játékosként jellemzik. Korábban Anglia leggyorsabb fiataljai közé sorolták edzői, így könnyen lehet, hogy a későbbiekben gyorsasága lesz az egyik legfőbb erénye. Az Arsenal ificsapatában töltött ideje alatt a legtöbbször balszélsőként játszott.

## Külső hivatkozások
- Anthony Jeffrey pályafutásának statisztikái a Soccerbase oldalon (angolul)

- Adatlapja az Arsenal honlapján